# 8898 Linnaea
8898 Linnaea este un asteroid din centura principală de asteroizi.

## Descriere
8898 Linnaea este un asteroid din centura principală de asteroizi. A fost descoperit pe 29 septembrie 1995 la Golden de Emerson, G.. El prezintă o orbită caracterizată de o semiaxă mare de 2,43 ua, o excentricitate de 0,19 și o înclinație de 3,0° în raport cu ecliptica.